# Alexandru Mățel
Alexandru Mățel (* 17. Oktober 1989 in Constanța) ist ein ehemaliger rumänischer Fußballspieler.

## Karriere

### Verein
Mățel kam im Jahr 2006 erstmals in den Kader seines Heimatvereins Farul Constanța und bestritt am 7. Juni 2006 sein erstes Spiel in der höchsten rumänischen Spielklasse. In der darauf folgenden Spielzeit kam kein weiterer Einsatz hinzu. Im Sommer 2007 verließ der den Klub zum Zweitligisten FC Delta Dobrogea Tulcea. Dort erkämpfte er sich einen Stammplatz und spielte mit seiner Mannschaft in der Saison 2008/09 um den Aufstieg in die Liga 1 mit, als ihn Farul in der Winterpause zurückholte. Auch dort konnte er sich einen Platz im Team sichern, musste am Saisonende aber absteigen. Im Unterhaus blieb er seinem Verein erhalten, verpasste jedoch den Wiederaufstieg klar.
Im Sommer 2010 nahm der Erstligist Astra Ploiești Mățel unter Vertrag. Nach 28 Einsätzen in der Saison 2010/11 fiel er fast die komplette Spielzeit 2011/12 aus. Erst im August 2012 kehrte er ins Team zurück. Die Saison 2013/14 konnte er mit seiner Mannschaft als Vizemeister hinter Steaua Bukarest abschließen. Anschließend gewann er mit dem Pokalsieg 2014 seinen ersten Titel. Nachdem er in der Hinrunde 2014/15 nicht mehr zum Einsatz gekommen war, verließ er den Klub in der Winterpause zu Dinamo Zagreb in die kroatische 1. HNL. VIer Jahre spielte er dort; anschließend wechselte er zwischen dem FC Hermannstadt und Universitatea Craiova.^Zum Jahresbeginn 2022 war dann Schluss.

### Nationalmannschaft
Mățel wurde erstmals Anfang September 2011 von Victor Pițurcă ins Aufgebot der rumänischen Nationalmannschaft berufen. Am 2. September 2011 kam er im EM-Qualifikationsspiel gegen Luxemburg zu seinem ersten Einsatz. Nach einem weiteren Spiel gegen Belarus Anfang Oktober wurde er fast ein Jahr lang nicht berücksichtigt, ehe er mit Beginn der WM-Qualifikation im September 2012 zurückkehrte.
Bei der Fußball-Europameisterschaft 2016 in Frankreich wurde er in das rumänische Aufgebot aufgenommen. Im dritten und letzten Spiel der Gruppenphase gegen Albanien kam er von Beginn an zu seinem einzigen Einsatz, danach schied das Team aus.

## Erfolge
- Rumänischer Pokalsieger: 2014
- Rumänischer Superpokalsieger: 2015
- Kroatischer Meister: 2015, 2016
- Kroatischer Pokalsieger: 2015, 2016